# 長谷川ココ
長谷川 ココ（はせがわ ここ）は、日本のAV女優。

## 略歴・人物
2008年にデビューしたギャル系のAV女優である。

## 出演作品

### アダルトビデオ
2008年
- OLコレクション 04 （11月21日、プレステージ）
- ウリをはじめた制服少女 87 恵比寿ウリ少女 （12月19日、プレステージ）

2009年
- ぎゃるまんナンパ ハメMAX Vol.03 （1月8日、GARCON）…オムニバス作品 他出演:成瀬心美、月野りさ、純名もも ほか
- Can College 34 （1月14日、プレステージ）
- 中出し了解 （1月23日、プレステージ）
- ザ・ギャルナン 05 （2月19日、グローリー・クエスト）…オムニバス作品 共演:夏川えり 他出演:小田切みく、雨宮ゆん、菊川瑠璃 ほか
- 猥褻嬢 03 （2月20日、ゴーゴーズ）
- COME TOGETHER 02 （2月20日、S級素人）…共演:五月沙姫、渋谷梨果
- 素人の素敵なハダカ Vol.8 （3月1日、カルマ）
- memories 〜女子大生とビデオ日記〜 （3月7日、BeFree）
- SAFARI 010 （3月20日、S級素人）
- オレの部屋×制服の彼女 005 （4月3日、ゴーゴーズ）
- TokyoギャルナンパGROOVE 01 （4月24日、ケイ・エム・プロデュース）…オムニバス作品 他出演:桜井エミリ、星アンジェ
- 愛液クチュクチュオナニー （5月22日、オフィスケイズ）…オムニバス作品 他出演:まりん、今村亜沙美、相沢すみれ、野中あんり、愛川ゆめこ、菊川瑠璃
- くすぐり電マアクメ （5月22日、オフィスケイズ）…オムニバス作品 他出演:ひなたひな、彩花ゆめ、星優乃
- ミスコン 3 未来の女子アナ陵辱レポート （6月19日、S級素人）
- 盗撮 マンガ喫茶でオナニーする女子高生 2 （6月19日、映天）…オムニバス作品 他出演:相沢すみれ、後藤ゆりか、菊川瑠璃、愛川ゆめこ
- ズボズボ! 指入れオナニー 4 （6月19日、オフィスケイズ）…オムニバス作品 他出演:野中あんり、相沢すみれ、後藤ゆりか、菊川瑠璃
- kira☆kira Festival 泥酔GALS☆集団中出し -ヤリコン編- （6月19日、kira☆kira）…オムニバス作品 他出演:RIMA、平井綾、桐生さくら ほか
- 泥酔クラブギャルナンパ生中出し 2 （6月23日（レンタル）／8月7日（セル）、VIP）…オムニバス作品 他出演:愛川香織、椿さりな ほか
- 突然背後からお嬢さんに手コかれちゃった僕。 （6月25日、アロマ企画）…オムニバス作品 他出演:鈴木ありす、石川みずき、鈴木千里、桜庭彩、向坂美々、赤西あずさ
- 全国美少女図鑑 5 岐阜美少女こころちゃん （7月15日、ケー・トライブ） ※「こころ」名義
- 恥らう女 第二話 （7月22日、プレステージ）
- 生中出し女子校生 16 （7月24日、メディアステーション）…オムニバス作品 他出演:星島ちさ、石川鈴華、矢沢るい
- INSTANT LOVE 7 （7月24日（セル）／7月25日（レンタル）、クリスタル映像）
- 突然、小悪魔に連続2回しゃぶられちゃった僕。 （7月25日、アロマ企画）…オムニバス作品 他出演:石川みずき、向坂美々、早乙女美奈子、桃咲まなみ
- アクメ自転車でSOD女子社員がイクッ!! アクメ第5.5形態 （8月6日、SODクリエイト）…共演:冬野みずほ、秋山七海、片岡理恵、日野愛子、佐藤ひかり ※「三瀬こころ」名義
- オーバーニー×ミニスカ 絶対領域 2nd impact Volume 11 （8月15日、ケー・トライブ）
- kira☆kiraフェラチオ学園祭 Vol.6 （8月19日、kira☆kira）…オムニバス作品 他出演:真田春香、石川鈴華、平井綾、雪見紗弥、成瀬心美、渋谷梨果、夏川亜咲、春菜りお、西村アキホ、南つかさ、一条さや、渋谷葵、藤田かりん、藤咲愛
- GALナンパ 9人オイルマッサージ 中出し4時間DX 2 （8月19日、ロータス）…オムニバス作品 他出演:HINA、MIKI、ANNA、SEARA、AKIKO、YUME、ANRI、RIO ※「MOMOKO」名義
- ウブな女子店員にドッキリ企画 ハレンチ試着室 7 （9月5日、アイエナジー）…オムニバス作品 他出演:橘美穂、朝比奈マキ、鈴木ありさ ほか
- 悲しいくらいにモテない僕がSPに変装して自宅の前でいきなり「危ないっ！」と女の子に抱きつき、驚いている隙にオッパイを触りさらに「安全な場所へ」と言って部屋に連れ込みボディチェックと称しエッチなことができた! （9月5日、Hunter）…オムニバス作品 他出演:渡野夕芽、橘美穂 ほか
- 女子校生の生綿パンティの脇からチ○ポ差し込んでそのまま発射 3 （9月13日、アロマ企画）…オムニバス作品 他出演:星島ちさ、みはる、小田切みく、さくら美羽
- 24/7[TWENTY FOUR/SEVEN] 05 （9月19日、プレステージ）
- ヤバ視 （9月20日、ピーターズ）…オムニバス作品 他出演:安堂エリカ、早乙女ルイ、東野愛鈴、神谷りの、ひかり
- 「金曜日の仕事帰りホロ酔い美淑女の尻に勃起チ○ポを擦りつけたらヤられるか? 贅沢SPECIAL」 VOL.1 （10月8日、DANDY）…オムニバス作品
- very nude 超★全裸 （10月15日、フリービジョン）…オムニバス作品 他出演:有馬ゆあ
- 10人のぱねェ〜コキコキ天国 （11月20日、ピーターズ）…オムニバス作品 他出演:早乙女ルイ、安堂エリカ、愛璃みい、東野愛鈴、ひかり、梨杏、小日向ひな、田中千影、RICA

2010年
- ジュポニカ学習帳 VOL.2 (12月3日、映天)オムニバス作品 他出演:愛菜りな、玲夏、愛川セイラ、愛那梨華、成瀬心美、ひなのりく、高橋りお、井上マヤ

### アダルトサイト
- G-AREA ゆいか 20歳 （PERFECT-G） ※「ゆいか」名義